# Badische Neueste Nachrichten
O Badische Neueste Nachrichten (BNN) é um jornal alemão fundado em 1946. É o único jornal diário impresso em Karlsruhe e seus distritos. Tem edições locais nos distritos de Rastatt, Baden-Baden, Ortenaukreis, Pforzheim e Enzkreis. O jornal circula com aproximadamente 130 mil exemplares vendidos. Em sua sede e redações locais trabalham atualmente cerca de 90 redatores.

## Edições
O diário possui nove edições locais. Para a sede estas edições são idênticas. As redações locais possuem seções diferenciadas. As edições locais são disponibilizadas nas seguintes cidades e regiões:
- Centro de Karlsruhe
- Interior de Karlsruhe
- Ettlingen
- Rastatt/Gaggenau
- Baden-Baden
- Bruchsal, com o título "Bruchsaler Rundschau"
- Bretten, com o título "Brettener Nachrichten"
- Bühl, Achern, com o título "Acher- und Bühler Bote"
- Pforzheim, com o título "Pforzheimer Kurier"